# Рубен Бентанкурт
Рубен Бентанкурт (ісп. Rúben Bentancourt, нар. 2 березня 1993, Сальто) — уругвайський футболіст, нападник клубу «Насьйональ».
Виступав, зокрема, за клуб «Пеньяроль», а також молодіжну збірну Уругваю.
Чемпіон Уругваю.

## Клубна кар'єра
Народився 2 березня 1993 року в місті Сальто. Вихованець юнацьких команд футбольних клубів «Данубіо» та ПСВ.
У дорослому футболі дебютував 2013 року виступами за команду «Йонг ПСВ», у якій провів один сезон, взявши участь у 19 матчах чемпіонату. 
Згодом з 2014 по 2021 рік грав у складі команд «Аталанта», «Болонья», «Дефенсор Спортінг», «Ареццо», «Дефенса і Хустісія», «Парана», «Суд Америка», «Санта-Фе», «Атланте» та «Бостон Рівер».
Своєю грою за останню команду привернув увагу представників тренерського штабу клубу «Пеньяроль», до складу якого приєднався 2021 року. Відіграв за команду з Монтевідео наступний сезон своєї ігрової кар'єри. Більшість часу, проведеного у складі «Пеньяроля», був основним гравцем атакувальної ланки команди.
Протягом 2023 року захищав кольори клубу «Ліверпуль» (Монтевідео).
До складу клубу «Насьйональ» приєднався 2024 року. Станом на 16 вересня 2024 року відіграв за команду з Монтевідео 19 матчів в національному чемпіонаті.

## Виступи за збірну
Протягом 2012–2013 років залучався до складу молодіжної збірної Уругваю. На молодіжному рівні зіграв у 5 офіційних матчах, забив 2 голи.

## Титули і досягнення
- Чемпіон Уругваю (2):

«Пеньяроль»: 2021
«Ліверпуль»: 2023
- Володар Суперкубка Уругваю (2):

«Пеньяроль»: 2022
«Ліверпуль»: 2023